# Aimoin von Fleury
Aimoin von Fleury (* um 965 in Ad Francos, heute Francs, Département Gironde; † nach 1008 in der Abtei Fleury in Saint-Benoît-sur-Loire) war ein Mönch in Fleury und ein früher französischer Historiograph und Hagiograph. Er verfasste eine Geschichte der fränkischen Könige sowie eine Biographie des Abtes Abbo von Fleury.

## Leben
Aimoin stammte aus der historischen südwestfranzösischen Provinz Périgord, und zwar aus einer adligen Familie dieser Landschaft, da seine Mutter Aunenrudis einen Verwandten namens Girald, Herrn von Aubeterre, hatte, der als nobilis vir bezeichnet wird. Bereits in seiner Kindheit trat Aimoin als Oblate in das Kloster Fleury ein und wurde dort unter Abt Amalbert zwischen 979 und 985 Mönch. Zu seinen Lehrern gehörte der hoch gebildete nachmalige Abt Abbo von Fleury, mit dem er sich eng befreundete. Er betrieb ausgedehnte Studien; aus seinen Schriften ist ersichtlich, dass er gute Kenntnisse der antiken Literatur besaß. Außer der Lektüre historischer Werke studierte er Heiligenleben, vor allem jenes des Benedikt von Nursia, aber auch die Vita des Paulinus Aurelianus.
Als sich Abbo im Herbst 1004 in das von Fleury abhängige Priorat La Réole begab, um dort die Klosterzucht wiederherzustellen, begleitete Aimoin seinen Abt und wurde Augenzeuge, wie Abbo von rebellischen Mönchen des Priorats erschlagen wurde. Nach diesem für ihn schmerzlichen Erlebnis kehrte Aimoin nach Fleury zurück, wo er sich auch dem neuen Abt Gauzlin von Fleury eng anschloss und nach 1008 starb. Sein Todesjahr ist nicht überliefert.

## Werke
Um 987 veranlasste Abbo von Fleury seinen Schüler Aimoin, eine Frankengeschichte niederzuschreiben. Danach feierte Aimoin den heiligen Benedikt in einer Predigt und verfasste 1005 auf Anregung Gauzlins von Fleury eine Schrift über die von demselben Heiligen angeblich bewirkten Wunder. Nach Aimoins eigenem Zeugnis und nach den Angaben des Andreas von Fleury behandelte Aimoin sodann in einem weiteren, heute verlorenen Werk das Leben und die Taten der ersten dreißig Äbte von Fleury. Schließlich ist er noch der Autor einer historisch wertvollen Biographie Abbos.

### Geschichte der fränkischen Könige
Im Auftrag Abbos von Fleury verfasste Aimoin eine als Historia Francorum betitelte, vier Bücher umfassende, bis zum 16. Regierungsjahr Chlodwigs II. (654) reichende Geschichte der fränkischen Könige. In seinem Widmungsbrief an Abbo gibt er Auskunft über die Hintergründe der Entstehung sowie den Inhalt dieses Werks. Demzufolge war ihm vom Abt die Aufgabe zugewiesen worden, die nur verstreut in diversen Büchern und in ungebildeter Sprache zu findende Frankengeschichte einheitlich in einem in niveauvollem Latein geschriebenen Werk zusammenzustellen. Auf Anregung Abbos brachte er zudem vor der eigentlichen Geschichtsdarstellung eine acht Kapitel umfassende Übersicht über die Topographie Germaniens und Galliens sowie über die Sitten und Einrichtungen der Germanen und Gallier. Als Quellen benutzte er hierfür hauptsächlich die Commentarii de bello Gallico von Caesar, Buch 4 der Naturalis historia von Plinius dem Älteren und die Historia adversus paganos von Orosius. Abgesehen von einer etwas modernisierten Beschreibung der Städte und Landschaften Galliens stellte Aimoin somit längst vergangene Zustände zur Zeit des Caesar und Plinius dar.
Das erste Buch begann Aimoin mit dem sagenhaften Auszug des Antenor, auf den er den Ursprung der Franken zurückführte, aus Troja. Hierbei diente ihm Fredegar als Quelle. Diesen Gewährsmann verwendete er auch für die weitere Erzählung, daneben auch die sieben ersten Bücher der Decem libri historiarum des Gregor von Tours, die Gesta Dagoberti und einige Hagiographien. Die eingelegten Reden behielt er als eine besondere Zierde der Erzählung bei. Entgegen seiner Ankündigung im Widmungsbrief an Abbo, sein Werk bis in die Mitte des 8. Jahrhunderts, nämlich bis zum Regierungsantritt Pippins des Jüngeren, des Vaters Karls des Großen, führen zu wollen, schloss er seine Geschichtsdarstellung der Franken am Ende des vierten Buchs bereits mit der Gründung des Klosters Fleury durch Leodebodus in der Mitte des 7. Jahrhunderts.
Seit der Druckausgabe von François Duchesne (s. u.) wird von den Editoren der Werke Aimoins noch dessen 200 lateinische Hexameter umfassendes Gedicht über die Überführung der sterblichen Überreste des heiligen Benedikt von Monte Cassino nach Fleury (Translatio Patris Benedicti) am Ende der Frankengeschichte angehängt.
Die Frankengeschichte Aimoins erfreute sich im Mittelalter und der Frühen Neuzeit großer Beliebtheit und machte ihren Verfasser berühmt. Sie wurde im 11. und 12. Jahrhundert zunächst von Mönchen der Abtei Saint-Pierre-le-Vif in Sens und später von jenen der Abtei Saint-Germain-des-Prés fortgesetzt und fand im 13. Jahrhundert Eingang in die Grandes Chroniques de France. Von Aimoins Geschichtswerk blieben mehrere Handschriften in der Bibliothèque nationale de France und anderen Bibliotheken erhalten. Ein Exemplar aus Saint-Germain-des-Prés enthält einen stark interpolierten Text Aimoins und eine Fortsetzung bis zum Jahr 1165. Nach diesem Manuskript wurde die Frankengeschichte erstmals 1514 in Paris gedruckt. Diese ziemlich fehlerhafte Edition in einem Band war Guillaume Parvi, dem Beichtvater des Königs, gewidmet. 1567 brachte Jean Nicot in Paris eine korrektere Ausgabe nach dem gleichen Exemplar heraus. Eine dritte Edition in noch besserer Qualität, die ebenfalls den Text Aimoins samt dessen Interpolationen und Fortsetzung bietet, veröffentlichte Jacques du Breul 1602 in Paris. Den unverfälschten und alleinigen Text Aimoins publizierte erst François Duchesne 1641 im dritten Band seiner Sammlung französischer Geschichtsschreiber. Diese Ausgabe wurde in Mignes Patrologia Latina (Bd. 139 (1853), S. 627–798)  wiederabgedruckt. Eine noch bessere Version lieferte Martin Bouquet für den Recueil des Historiens des Gaules et de la France (Bd. 3 (1741), S. 21–143).
Da Aimoin bei der Erstellung des Werks stets auch heute noch erhaltene Quellen verwendete, wurde es von modernen Kritikern unterbewertet, die geraume Zeit die sprachliche und historiographische Leistung, nämlich im 10. Jahrhundert Vergangenheitsgeschichte zu schreiben, nicht voll würdigten. Es wurde bemängelt, dass Aimoin keine exakte Geschichtserzählung geliefert, seine Quellenautoren nicht genannt, ihre Darstellung verändert und ihre Chronologie verwirrt habe, so dass er bisweilen in Widerspruch zu ihren Berichten stehe. Auch habe er die wichtigsten Ereignisse nur kurz ohne viele Details erwähnt und nicht ihren Ursachen und Konsequenzen nachgespürt.

### Predigt auf den heiligen Benedikt
Laut Andreas von Fleury verfasste Aimoin als nächstes Werk nach der Frankengeschichte einen Sermo in festivitatibus sancti patris Benedicti. Hierbei handelt es sich nur am Anfang um eine Predigt, danach um eine Sammlung von versifizierten und prosaischen Stücken aus anderen Werken, die Elogen auf den heiligen Benedikt darstellen. Zunächst schiebt Aimoin Abschnitte aus den Dialogen Gregors des Großen ein, danach den metrischen Prolog Gausberts von Fleury zur Vita Benedicti, eine Stelle aus der vermeintlich vom sog. Faustus verfassten Vita Mauri, die zwölf Distichen des Marcus von Montecassino auf Benedikt, Abschnitte aus der Historia Langobardum und Historia Romana des langobardischen Geschichtsschreibers Paulus Diaconus, das Einleitungsgedicht Smaragds zu seinem Kommentar der Regel Benedikts, sowie zwei Stücke aus Aldherlms De laudibus virginum.

### Wunder des heiligen Benedikt
Der Abt Gauzlin von Fleury und einige der dortigen Mönche ersuchten Aimoin, nachdem dieser durch seinen Sermo das Interesse für Benedikt von Nursia im Kloster neu belebt hatte,  das von Adrevald von Fleury um 875 verfasste und von Adelerius um 880 ergänzte Buch über die von dem Heiligen angeblich bewirkten Wunder fortzusetzen. Aimoin machte sich 1005 an die Ausarbeitung einer solchen Darstellung (Miracula sancti Benedicti) und widmete diese aus zwei Büchern bestehende Schrift dem Abt und seinen Mitbrüdern. Im Widmungsbrief führt er aus, dass er sowohl die sich am Grab des Heiligen abspielenden Wunder beschrieben habe als auch jene, die sich an anderen dem Gedächtnis Benedikts geweihten Stätten ereignet hätten. Er berichtet dabei über die Wunder Benedikts, die von der Regierungszeit Odos bis zu jener von Roberts II. aufgetreten seien. In seine hagiographische Erzählung baut der Autor in zwar loser, aber ungefähr chronologischer Abfolge diverse, mit dem Heiligen in Verbindung zu bringende historische Fakten ein. Auch die Berücksichtigung der Geschichte Fleurys fehlt dabei nicht.

### Biographie Abbos von Fleury
Aimoin verfasste auch eine hohen geschichtlichen Wert aufweisende Vita seines Lehrers Abbo von Fleury nach dessen Ableben auf die Bitte seines älteren Zeitgenossen Herveus († 1012), der ebenfalls ein Schüler Abbos und später Schatzmeister von Saint-Martin in Tours war. Aimoin übersandte Herveus diese in besonders gewählter Sprache und klarem, lebhaftem Stil niedergeschriebene, 21 Kapitel umfassende Biographie (Vita et martyrium S. Abbonis abbatis) zusammen mit einem höflichen Schreiben. Er war für diese Arbeit besonders geeignet, da er mit Abbo sehr eng verbunden gewesen war. Seine Lebensbeschreibung wurde dann auch eine der besten des ganzen Mittelalters. Sie ist, obgleich hagiographischer Natur, im Allgemeinen zuverlässig und lässt sich gut in die allgemeine Geschichte einordnen. Die Darstellung erfolgte nicht nur nach dem eigenen Wissen Aimoins, sondern auch auf urkundlicher Basis. Jedoch verschwieg der Autor mancherlei Fakten, die Abbo in ein schlechtes Licht gerückt hätten.
Ausführlich beschreibt Aimoin die gelehrte Betätigung Abbos und dessen Aufenthalt in England, wo der Abt in der Schule der neugegründeten Ramsey Abbey lehrte. Bezüglich der entschlossenen Kirchenpolitik Abbos fügte Aimoin in seine Vita des Abtes größere Exzerpte aus dessen Apologeticus ein sowie einige von dessen Schreiben an westfränkische Prälaten. Des Weiteren führt Aimoin Abbos Beziehungen zum Heiligen Stuhl sowie Romreisen näher aus und lässt sich auch über Briefe des Abtes an Otto III. und Odilo von Cluny aus. Schließlich bringt er einen umfassenden, teilnahmsvollen Bericht über Abbos beide Reisen in das Priorat La Réole, deren zweite für den Abt tödlich endete, sowie einen kurzen Epilog über vermeintliche Wunder Abbos (Miracula S. Abbonis).
Eine gute Ausgabe des Textes mit wertvollen Anmerkungen brachte Jean Mabillon (Acta Sanctorum ordinis Sancti Benedicti, Bd. 6, 1, S. 37–58) heraus.

## Ausgaben
- Jacques Paul Migne: Patrologia Latina, Bd. 139 (1853), Sp. 387–414 und 627–870
  - Vita et martyrium S. Abbonis abbatis: Sp. 387–414
  - Historia Francorum: Sp. 627–798
  - Translatio patris Benedicti: Sp. 798–802
  - Miracula sancti Benedicti: Sp. 802–851
  - Sermo in festivitatibus sancti patris Benedicti: Sp. 851–870